# Valico di Monrupino
Il valico di Monrupino è un valico di frontiera fra l'Italia e la Slovenia.
Collega le località di Col (in comune di Monrupino, provincia di Trieste) e di Dol pri Vogljah (in comune di Sesana). Anche da parte slovena è chiamato valico confinario di Monrupino (mejni prehod Repentabor).

## Descrizione
Il valico è detto di Monrupino, dal nome del comune nel quale si trova. Il valico si trova in una zona boschiva nei pressi dell'Ostri vrh. 
Su di esso termina l'ex strada provinciale 9 del Vipacco, che parte da Opicina. Da parte slovena vi termina la strada 619, proveniente da Duttogliano.
Il valico è caratterizzato dal traffico locale, stante anche la vicinanza col più importante valico di Fernetti. A poche centinaia di metri dal valico stradale è presente l'omonimo valico ferroviario sulla Jesenice-Trieste.

## Storia
Il valico è stato istituito nel 1947, a seguito della modifica del confine orientale dell'Italia, disegnata dal trattato di Parigi. La rettifica confinaria divise il comune di Monrupino, con la parte più orientale assegnata alla Jugoslavia.
Fino al 1954 fu valico tra la zona A del Territorio Libero di Trieste e la Jugoslavia. Con l'annessione della zona A alla Repubblica italiana il valico divenne di frontiera tra l'Italia e la Jugoslavia. Dal 1991, a quest'ultima, subentrò la neoindipendente Slovenia.
Era un valico di seconda categoria, ovvero poteva essere superato dalle persone dotate di apposito lasciapassare, che era concesso ai soli residenti in aree nei pressi del confine tra i due Paesi. Il valico era soggetto al controllo della Tenenza di Fernetti della Guardia di Finanza, fino alla soppressione della tenenza stessa, avvenuta nel 2009, quando venne istituita la Compagnia di Prosecco.
Nel 1970 il traffico venne indicato, secondo i dati della Camera di commercio di Trieste, in 786.625 passaggi, che aumentò, nel 1973, a 1.216.730, per poi calare, nel 1975, a 944.452. Il calo venne imputato, tra le varie cause, all'andamento del cambio fra lira italiana e dinaro jugoslavo.
Con l'entrata della Slovenia nell'area Schengen, il 21 dicembre 2007, l'accesso al valico è stato liberalizzato. 
Già dal 1º maggio 2004 era stata introdotta la possibilità di transitare attraverso il valico anche con la carta d'identità, e non solo col lasciapassare rilasciato ai transfrontalieri. Dal maggio 2005 il controllo sul confine passò dai carabinieri alla polizia di stato, dopo l'entrata della Slovenia nella Unione europea.  Il valico rimase comunque aperto solo nelle ore diurne fino al 21 dicembre 2007.
Nel 2013 la Provincia di Trieste finanziò la risistemazione della pavimentazione stradale del valico, oltre che la demolizione dell'ex guardiola.
Dall'11 marzo 2020 le autorità slovene, al fine di prevenire un aumento del numero dei contagi da COVID-19, stante la situazione italiana, decidono di incrementare i controlli sanitari al confine, lasciando aperti solo i valichi più importanti. Il valico di Monrupino viene perciò chiuso provvisoriamente alla circolazione, fino al 15 giugno successivo.
Dal 29 marzo 2021 il valico viene nuovamente chiuso, per la recrudescenza dell'epidemia in Slovenia, dopo che nei giorni precedenti ne era già stata limitata l'apertura oraria. Il 28 aprile successivo il valico viene riaperto.